# Тайният живот на моята секретарка
„Тайният живот на моята секретарка“ (на корейски: 초면에 사랑합니다; на английски: The Secret Life of My Secretary) е южнокорейски сериал, който се излъчва от 6 май до 25 юни 2019 г. по SBS.

## Сюжет
До Мин-ик е интелигентен мъж, перфекционист с каменно сърце и началник на екип 1 в T&T Мобайл Медия. В работата си той винаги разчита на своята секретарка, темпераментната Чонг Гал-хи. Въпреки че усърдно изпълнява задачите, които шефът ѝ поставя, тя не премълчава това, което иска да каже. В деня, в който внезапно е уволнена, тя става свидетел на опита за убийство на Мин-ик и се превръща в неговата дясна ръка. Мин-ик, който не може да разпознава лица, обърква Гал-хи с Вероника, очарователна и влиятелна фигура във филмовата индустрия и се влюбва в нея. Гал-хи започва да се преструва на Вероника и с течение на времето дори се обърква коя всъщност е. Но Вероника разбира за двойствения живот на Гал-хи и слага край на лъжите.

## Актьори
- Ким Йонг-куанг – До Мин-ик
- Джин Ки-джу – Чонг Гал-хи
- Ким Дже-кьонг – Вероника Парк / Пак Ок-сун
- Ку Джа-сонг – Ки Де-джу
- Чонг Е-ри – Шим Хе-ра
- Ким Мин-санг – Шим Хе-йонг
- Че Те-хуан – Ън Чонг-су
- Ким Джи-мин – Чонг Нам-хи
- Ким Хи-чонг – Ко Ши-ре